# Vincenzo Lante Montefeltro della Rovere, VI duca di Bomarzo
Vincenzo Lante Montefeltro della Rovere, VI duca di Bomarzo (Roma, 5 dicembre 1760 – Roma, 1811), è stato un nobile italiano.

## Biografia
Nato a Roma il 5 dicembre 1760, Vincenzo era il primo figlio nato da Filippo Lante Montefeltro della Rovere, IV duca di Bomarzo e dalla sua seconda moglie, la marchesa Faustina Capranica. Egli era pertanto fratellastro minore di Luigi Lante Montefeltro della Rovere, suo predecessore nella reggenza del ducato di Bomarzo. Suo fratello era il cardinale Alessandro Lante Montefeltro Della Rovere, mentre suo fratellastro era il cardinale Antonio Lante Montefeltro Della Rovere.
Alla morte di suo padre nel 1771, la sua posizione di ultrogenito lo pose in secondo piano nella successione ai titoli ed ai possedimenti della sua casata e tale rimase sino al 1795 quando suo fratello maggiore morì senza eredi ed egli gli subentrò come VI duca di Bomarzo. A quell'epoca, già dal suo matrimonio, Vincenzo e la sua famiglia si erano trasferiti a Firenze, presso la famiglia dei suoceri.
Vincenzo si trovò a reggere le sorti della sua casata in un periodo estremamente particolare della storia dello Stato Pontificio al punto che dal 1796, con l'invasione napoleonica dell'Italia, egli si trovò privato dei propri diritti feudali che poté recuperare solo parzialmente all'indomani della restaurazione pontificia.
Morì a Roma nel 1811; l'inventario dei suoi beni fu eseguito il 30 novembre dello stesso anno.

## Matrimonio e figli
Vincenzo si sposò due volte: la prima, a Firenze con la nobildonna fiorentina Elisabetta (m. 24 marzo 1797), figlia del conte Giuseppe Maria Saverio Sassi della Tosa. Da questo matrimonio nacquero i seguenti eredi:
- Giulio (9 luglio 1789 - 7 aprile 1873), VII duca di Bomarzo, I duca Lante della Rovere, sposò nel 1818 la principessa Maria Colonna di Paliano (1799 - 1840), dalla quale ebbe tre figlie;
- Carolina (29 dicembre 1791 - 14 gennaio 1812), sposò nel 1807 Francesco Massimo (1773 - 1844), I duca di Rignano

Alla morte della prima moglie, si risposò a Roma il 5 agosto 1798 con Margherita Marescotti (1780-1824), figlia del conte Sforza Luigi Marescotti e di sua moglie, Marianna de Torres dei marchesi di Pizzoli, dell'Aquila . Da questo matrimonio nacquero i seguenti eredi:
- Luisa (5 gennaio 1799 - 25 febbraio 1890), sposò nel 1825 il marchese Giuseppe Santasilia (1799 - 1862);
- Filippo (21 giugno 1800 - 30 novembre 1881), II duca Lante della Rovere, principe di Cantalupo, principe romano, principe coscritto, sposò nel 1831 Anne Mary Murray di Blackbarony (1812 - 1883), senza eredi;
- Angela (10 agosto 1801 - dopo il 1832), sposò in prime nozze nel 1820 suo zio Pietro Lante Montefeltro della Rovere; in seconde nozze sposò il nobile Dari;
- Ludovico (15 ottobre 1802 - ?)
- Virginia (1805 - ?)
- Marianna (1806 - ?), sposò nel 1830 il marchese Luigi Gavotti Verospi
- Giacinta (20 maggio 1808 - 5 novembre 1848), sposò nel 1830 il conte Antonio Marescotti

## Albero genealogico
|                                                              |                    |                                            | Genitori                                      |  |  | Nonni |  |  | Bisnonni                                                   |  |  | Trisnonni                                                  |  |
|                                                              |                    |                                            |                                               |  |  |       |  |  | Antonio Lante Montefeltro della Rovere, II duca di Bomarzo |  |  | Ippolito Lante Montefeltro della Rovere, I duca di Bomarzo |  |
|                                                              |                    |                                            |                                               |  |  |       |  |  | Antonio Lante Montefeltro della Rovere, II duca di Bomarzo |  |  | Ippolito Lante Montefeltro della Rovere, I duca di Bomarzo |  |
|                                                              |                    | Maria Cristina d'Altemps                   |                                               |  |  |       |  |  | Antonio Lante Montefeltro della Rovere, II duca di Bomarzo |  |  |                                                            |  |
| Ludovico Lante Montefeltro della Rovere, III duca di Bomarzo |                    |                                            |                                               |  |  |       |  |  | Antonio Lante Montefeltro della Rovere, II duca di Bomarzo |  |  |                                                            |  |
|                                                              |                    | Louise Angelique Charlotte de La Trémoille | Louis II de La Trémoille, duca di Noirmoutier |  |  |       |  |  |                                                            |  |  |                                                            |  |
|                                                              |                    | Louise Angelique Charlotte de La Trémoille | Louis II de La Trémoille, duca di Noirmoutier |  |  |       |  |  |                                                            |  |  |                                                            |  |
|                                                              |                    | Louise Angelique Charlotte de La Trémoille | Renée Julie Aubéry de Tilleport               |  |  |       |  |  |                                                            |  |  |                                                            |  |
| Filippo Lante Montefeltro della Rovere, IV duca di Bomarzo   |                    | Louise Angelique Charlotte de La Trémoille |                                               |  |  |       |  |  |                                                            |  |  |                                                            |  |
|                                                              |                    | Guido Vaini, I principe di Cantalupo       | Domenico Vaini, marchese di Vacone            |  |  |       |  |  |                                                            |  |  |                                                            |  |
|                                                              |                    | Guido Vaini, I principe di Cantalupo       | Domenico Vaini, marchese di Vacone            |  |  |       |  |  |                                                            |  |  |                                                            |  |
|                                                              |                    | Guido Vaini, I principe di Cantalupo       | Margherita Mignanelli                         |  |  |       |  |  |                                                            |  |  |                                                            |  |
| Angela Vaini                                                 |                    | Guido Vaini, I principe di Cantalupo       |                                               |  |  |       |  |  |                                                            |  |  |                                                            |  |
|                                                              |                    | Maria Anna Ceuli                           | Tiberio Ceuli                                 |  |  |       |  |  |                                                            |  |  |                                                            |  |
|                                                              |                    | Maria Anna Ceuli                           | Tiberio Ceuli                                 |  |  |       |  |  |                                                            |  |  |                                                            |  |
|                                                              |                    | Maria Anna Ceuli                           | …                                             |  |  |       |  |  |                                                            |  |  |                                                            |  |
| Vincenzo Lante Montefeltro della Rovere, V duca di Bomarzo   |                    | Maria Anna Ceuli                           |                                               |  |  |       |  |  |                                                            |  |  |                                                            |  |
|                                                              | Federico Capranica | …                                          |                                               |  |  |       |  |  |                                                            |  |  |                                                            |  |
|                                                              | Federico Capranica | …                                          |                                               |  |  |       |  |  |                                                            |  |  |                                                            |  |
|                                                              | Federico Capranica | …                                          |                                               |  |  |       |  |  |                                                            |  |  |                                                            |  |
| Camillo Capranica                                            | Federico Capranica |                                            |                                               |  |  |       |  |  |                                                            |  |  |                                                            |  |
|                                                              |                    | …                                          | …                                             |  |  |       |  |  |                                                            |  |  |                                                            |  |
|                                                              |                    | …                                          | …                                             |  |  |       |  |  |                                                            |  |  |                                                            |  |
|                                                              |                    | …                                          | …                                             |  |  |       |  |  |                                                            |  |  |                                                            |  |
| Faustina Capranica                                           |                    | …                                          |                                               |  |  |       |  |  |                                                            |  |  |                                                            |  |
|                                                              |                    | …                                          | …                                             |  |  |       |  |  |                                                            |  |  |                                                            |  |
|                                                              |                    | …                                          | …                                             |  |  |       |  |  |                                                            |  |  |                                                            |  |
|                                                              |                    | …                                          | …                                             |  |  |       |  |  |                                                            |  |  |                                                            |  |
| Maria Vittoria d'Aste                                        |                    | …                                          |                                               |  |  |       |  |  |                                                            |  |  |                                                            |  |
|                                                              |                    | …                                          | …                                             |  |  |       |  |  |                                                            |  |  |                                                            |  |
|                                                              |                    | …                                          | …                                             |  |  |       |  |  |                                                            |  |  |                                                            |  |
|                                                              |                    | …                                          | …                                             |  |  |       |  |  |                                                            |  |  |                                                            |  |
|                                                              |                    | …                                          |                                               |  |  |       |  |  |                                                            |  |  |                                                            |  |